# Скрундский район
Скрундский район (латыш. Skrundas rajons) — бывший административный район Латвийской ССР с центром в рабочем посёлке Скрунда, существовавший в 1949—1959 годах.
Скрундский район был создан 31 декабря 1949 года. С 8 апреля 1952 года по 25 апреля 1953 года Скрундский район был включён в состав Лиепайской области.
По данным на 1 марта 1954 года в районе был 1 рабочий посёлок (Скрунда) и 20 сельсоветов. После укрупнения сельсоветов к 1 июля 1954 года их число сократилось до 10 (Занский, Зирнский, Лайдский, Ниграндский, Никрацский, Пампальский, Пумпурский, Ранькский, Рудбаржский и Савениекский).
Скрундский район был ликвидирован 11 ноября 1959 года, а его территория разделена между Айзпутским и Салдусским районами.